# Козмополис (Вашингтон)
Козмополис (енгл. Cosmopolis) град је у америчкој савезној држави Вашингтон. По попису становништва из 2010. у њему је живело 1.649 становника.

## Демографија
Према попису становништва из 2010. у граду је живело 1.649 становника, што је 54 (3,4%) становника више него 2000. године.
| Група             | 2000.         | 2010.         |
| Белци             | 1.463 (91,7%) | 1.440 (87,3%) |
| Афроамериканци    | 2 (0,1%)      | 2 (0,1%)      |
| Азијати           | 24 (1,5%)     | 49 (3,0%)     |
| Хиспаноамериканци | 53 (3,3%)     | 100 (6,1%)    |
| Укупно            | 1.595         | 1.649         |